# Furukawa Masaaki
Masaaki Furukawa (sinh ngày 28 tháng 8 năm 1968) là một cầu thủ bóng đá người Nhật Bản.

## Sự nghiệp câu lạc bộ
Masaaki Furukawa đã từng chơi cho Honda, Honda Luminozo Sayama, Kashima Antlers và Avispa Fukuoka.

## Thống kê câu lạc bộ

### J.League
| Đội             | Năm       | J.League | J.League | J.League Cup | J.League Cup | Tổng cộng | Tổng cộng |
| Đội             | Năm       | Trận     | Bàn      | Trận         | Bàn          | Trận      | Bàn       |
| --------------- | --------- | -------- | -------- | ------------ | ------------ | --------- | --------- |
| Kashima Antlers | 1992      | -        | -        | 5            | 0            | 5         | 0         |
| Kashima Antlers | 1993      | 36       | 0        | 3            | 0            | 39        | 0         |
| Kashima Antlers | 1994      | 34       | 0        | 1            | 0            | 35        | 0         |
| Kashima Antlers | 1995      | 26       | 0        | -            | -            | 26        | 0         |
| Kashima Antlers | 1996      | 15       | 0        | 4            | 0            | 19        | 0         |
| Kashima Antlers | 1997      | 5        | 0        | 6            | 0            | 11        | 0         |
| Kashima Antlers | 1998      | 9        | 0        | 0            | 0            | 9         | 0         |
| Avispa Fukuoka  | 1998      | 1        | 0        | 0            | 0            | 1         | 0         |
| Tổng cộng       | Tổng cộng | 126      | 0        | 19           | 0            | 145       | 0         |